# Models Inc.
Models Inc. was een Amerikaanse dramaserie over het wel en wee van het gelijknamige bedrijf van Hillary Michaels (actrice Linda Gray, bekend van de serie Dallas). Hillary runt haar modellenbureau naar eigen inzicht en verstaat haar vak. Onder de modellen, van wie enkelen samen in één huis wonen, is er vaak strijd. Men is jaloers op elkaars opdrachten, scharrels en ook opdrachtgevers moeten het regelmatig bezuren. Als in aflevering 1 een van de modellen op mysterieuze wijze om het leven komt, is de toon gezet voor een hoop spanningen, problemen en intriges. Hoewel de serie leunde op het succes van Melrose Place -Gray speelde ook hierin Hillary en was de moeder van Amanda, een rol van Heather Locklear- werd de serie vanwege tegenvallende kijkcijfers na 1 seizoen van de buis gehaald. In Nederland werd de serie in 1995 uitgezonden door RTL 4.
Rollen in Models Inc. werden naast Gray gespeeld door Garcelle Beauvais, Cameron Daddo, Brian Gaskill, David Goldsmith, Teresa Hill, Heather Medway, Carrie-Anne Moss, Cassidy Rae, Stephanie Romanov, Kylie Travis, Emma Samms, James Wilder en Don Michael Paul.